# یورک‌شر و هامبر
یورک‌شر و هامبر (به انگلیسی: Yorkshire and the Humber) یکی از ۹ ناحیه در کشور انگلستان می‌باشد که شهرهای برادفورد، کینگستون آپون هال، لیدز، شفیلد، ریپون و واکفیلد، یورک در این ناحیه قرار دارند.
جمعیت این ناحیه ۵٬۲۸۴٬۰۰۰ نفر و مساحت آن ۱۵٬۴۲۰ کیلومتر مربع است.

## ورزش
باشگاه‌های فوتبال لیدز یونایتد، هال سیتی بارنزلی، دانکستر راورز، شفیلد یونایتد، اسکانتورپ یونایتد، هادرزفیلد تاون، شفیلد ونزدی، روترهام یونایتد و برادفورد سیتی در این ناحیه قرار دارند.

## تقسیمات محلی
The official ناحیه‌های انگلستان consists of the following subdivisions:
| نقشه                     | شهرستان                         | County/ unitary                                                                               | Dمناطق                                            |
| ------------------------ | ------------------------------- | --------------------------------------------------------------------------------------------- | ------------------------------------------------- |
|                          | 1. یورک‌شر جنوبی *               | 1. یورک‌شر جنوبی *                                                                             | a) شفیلد، b) Rotherham, c) Barnsley, d) Doncaster |
| 2. یورکشر غربی *         | 2. یورکشر غربی *                | a) سیتی ویکفیلد، b) Kirklees, c) Calderdale, d) Bradford, e) Leeds                            |                                                   |
| یورک‌شر شمالی (part only) | 3. یورک‌شر شمالی †               | a) Selby, b) Harrogate, c) Craven, d) Richmondshire, e) Hambleton, f) Ryedale, g) Scarborough |                                                   |
| یورک‌شر شمالی (part only) | 4. یورک U.A.                    |                                                                                               |                                                   |
| ریدینگ شرقی یورک‌شر       | 5. ریدینگ شرقی یورک‌شر U.A.      | 5. ریدینگ شرقی یورک‌شر U.A.                                                                    |                                                   |
| ریدینگ شرقی یورک‌شر       | 6. کینگستن هال U.A.             |                                                                                               |                                                   |
| لینکلن‌شر (part only)     | 7. North Lincolnshire U.A.      | 7. North Lincolnshire U.A.                                                                    |                                                   |
| لینکلن‌شر (part only)     | 8. North East Lincolnshire U.A. |                                                                                               |                                                   |

Key: †shire county | *metropolitan county